# Metaperiaptodes samarensis
Metaperiaptodes samarensis là một loài bọ cánh cứng trong họ Cerambycidae.